# Godric de Finchale
Saint Godric de Finchale (ou saint Goderic ) (v. 1065 - 21 mai 1170) était un ermite anglais, un marchand et un saint médiéval populaire, bien qu'il n'ait jamais été canonisé officiellement. Il est né à Walpole dans le Norfolk et est décédé à Finchale dans le comté de Durham.

## Unmercatoraventurier
La vie de St Godric a été documentée par un de ses contemporains: un moine nommé Reginald of Durham. Plusieurs autres hagiographies sont également existantes[réf. nécessaire]. 
Godric est né dans une famille humble. Jeune, il souhaite devenir marchand et vend des objets de faible valeur au détail. Il s'associe ensuite avec des marchands en ville pour proposer des objets de valeur plus importante. En se promenant sur le rivage, en espérant récupérer les restes d'une épave de bateau pour s'enrichir, il trouve une tortue morte qu'il ramène au village, lui permettant une rentrée d'argent significative.
Il voyage ensuite à l'étranger (St Andrews, Rome) et s'associe à d'autres marchands au long cours et effectue des routes marchandes fréquentes entre l'Angleterre et l'Écosse. Il se fournit et échange avec le Danemark et la Flandre (Pays-Bas actuels). Sa stratégie commerciale consiste à acheter des biens en grande quantité là où ils sont peu chers pour les exporter dans les pays où ils sont vendus à un prix plus élevé.
Cette stratégie commerciale lui permet de s'enrichir avec ses partenaires d'entreprise, malgré les nombreux risques de tempête. Sa compagnie d'associés commerciaux se porte propriétaire de 50% des parts d'un bateau, puis 25% d'un deuxième bateau.
Il acquiert une fortune significative en tant que marchand au long cours. Il fait ensuite don de sa fortune pour se retirer dans un monastère et se consacrer à la religion. 

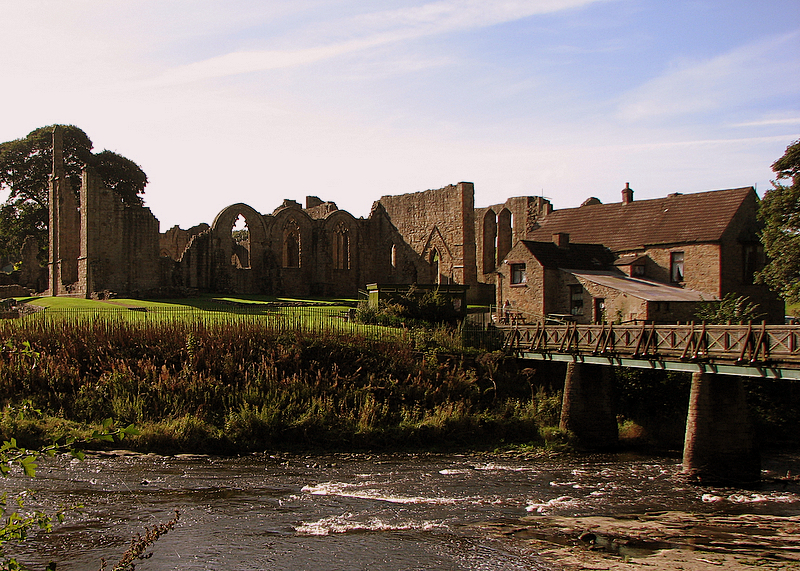
Le prieuré de Finchale sur la Wear où Godric s'est retiré comme ermite.

Le roman Godric (1981) de Frederick Buechner est un récit fictif de sa vie et de ses voyages. Le livre a été retenu comme finaliste pour le prix Pulitzer.

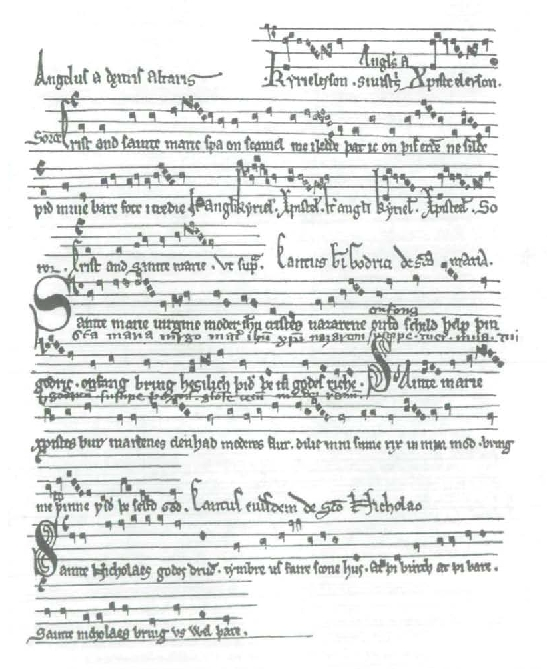
Manuscrit du XIIIe siècle des quatre hymnes de saint Godric